# Cannizzaro (stacja kolejowa)
Cannizzaro (wł. Stazione di Cannizzaro) – stacja kolejowa w Cannizzaro, w prowincji Katania, w regionie Sycylia, we Włoszech. Stacja znajduje się na linii Mesyna – Syrakuzy. Znajduje się niedaleko od drogi SS114 i terminalu towarowego.
Według klasyfikacji RFI ma kategorią brązową.

## Linie kolejowe
- Mesyna – Syrakuzy